# 免田駅
免田駅（めんでんえき）は、石川県羽咋郡宝達志水町免田にある、西日本旅客鉄道（JR西日本）七尾線の駅である。

## 歴史
- 1950年（昭和25年）5月1日：日本国有鉄道（国鉄）七尾線の高松駅 - 宝達駅間に新設開業[2][3]。旅客営業および手小荷物のみ[3]。
- 1961年（昭和36年）10月1日：簡易委託駅化[要出典]。
- 1970年（昭和45年）11月：駅舎建て替え[要出典]。
- 1972年（昭和47年）3月15日：荷物扱い廃止[4]。無人駅化[5]。
- 1987年（昭和62年）4月1日：国鉄分割民営化に伴い、西日本旅客鉄道（JR西日本）の駅となる[6]。
- 2021年（令和3年）3月13日：ICカード「ICOCA」の利用が可能となる[7][8][9]。
- 2024年（令和6年）9月30日：この日の16時をもって自動券売機を使用停止、撤去[10]。

## 駅構造
七尾線では唯一となる島式ホーム1面2線を有し、列車交換が可能な地上駅。下り線の横に小さな駅舎を持ち、その駅舎から直接ホームへの跨線橋が出ている。また、線路のポイントには吹雪除けのフェンスが設置されている。
七尾鉄道部管理の無人駅。ICOCAなどの交通系ICカードが利用可能となっているが、当駅にはIC専用の簡易改札機が設置されておらず、列車内での精算となる。

### のりば
| ホーム | 路線    | 方向 | 行先           |
| ------ | ------- | ---- | -------------- |
| 駅舎側 | ■七尾線 | 下り | 羽咋・七尾方面 |
| 反対側 | ■七尾線 | 上り | 津幡・金沢方面 |

付記事項
- 案内上ののりば番号は設定されていない（のりば番号標はなく、駅掲示時刻表にも番号の記載はない）[2]。
- 上り線が一線スルー化されており[2][11]、行き違いを行わない通過列車に限り、下り列車も上り線を通過する[1]。

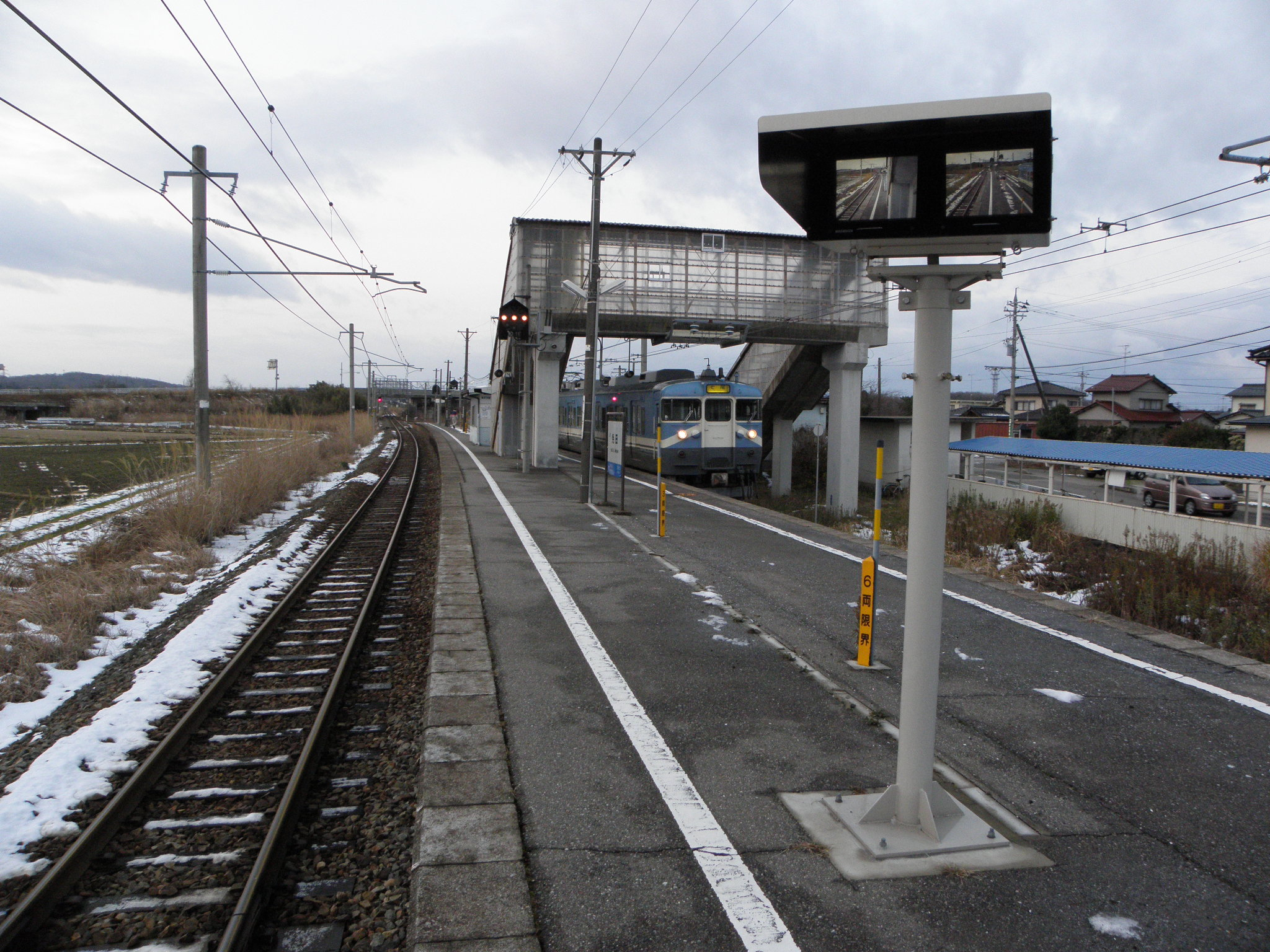
ホーム（2010年1月）

## 駅周辺
- 宝達志水町立押水第一小学校
- 石川県立看護大学

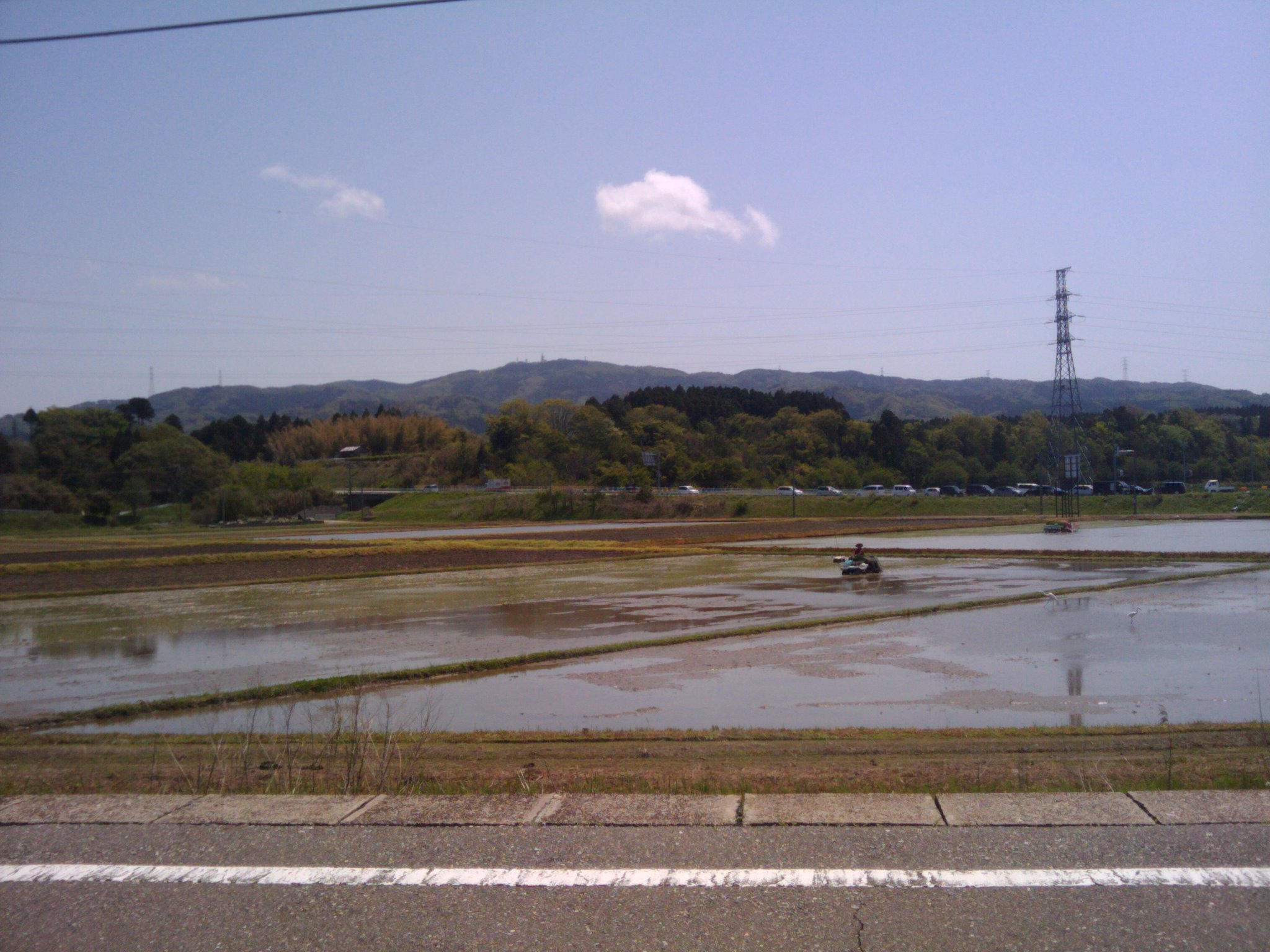
駅から水田越しに望む宝達山

- のと里山海道県立看護大IC・高松SA（道の駅高松併設）
- 国道159号、国道249号 - 当駅南西部に免田交差点があり、両国道が分岐している[1]。
- 石川県道59号高松津幡線
- 宝達山
- 大海川

## 隣の駅
西日本旅客鉄道（JR西日本）
■七尾線
高松駅 - 免田駅 - 宝達駅